# Indestructible (Rancid)
Indestructible is het zesde studioalbum van de Amerikaanse punkband Rancid. Het werd geproduceerd door Brett Gurewitz (van Bad Religion) en uitgegeven door Hellcat Records op 19 augustus 2003. De distributie werd gedaan door Warner Bros. Records. Het is het laatste album waar drummer Brett Reed aan meegewerkt heeft. Hij verliet de band in 2006 en werd vervangen door Branden Steineckert, oud-lid van The Used.
Het album behaalde de vijftiende plaats op de Billboard 200 in 2003 en er werd in de eerste week 51,000 keer verkocht, waarmee het na Let the Dominoes Fall Rancid's populairste album ooit is.

## Nummers
1. "Indestructible" - 1:36
2. "Fall Back Down" - 3:43
3. "Red Hot Moon (Ft Skinhead Rob)" - 3:36
4. "David Courtney" - 2:44
5. "Start Now" - 3:05
6. "Out of Control"  - 1:41
7. "Django" - 2:25
8. "Arrested in Shanghai" - 4:11
9. "Travis Bickle" - 2:16
10. "Memphis" - 3:25
11. "Spirit of '87" - 3:22
12. "Ghost Band" - 1:37
13. "Tropical London" - 3:01
14. "Roadblock" - 1:58
15. "Born Frustrated" - 2:56
16. "Back Up Against the Wall" - 3:20
17. "Ivory Coast" - 2:19
18. "Stand Your Ground" - 3:24
19. "Otherside" - 1:52
20. "Stranded" (iTunes bonustrack) - 2:24

1. "Killing Zone" (lp/Japanse bonustrack) - 2:39